# Автошлях E821
Європейський маршрут E821 — європейський автомобільний маршрут категорії Б, що проходить по території Італії і з'єднує міста Рим і Сан-Чезарео.
- Італія
  - E35, E80 Рим
  - E45 Сан-Чезарео